# Max Winkelmann (Unternehmer)

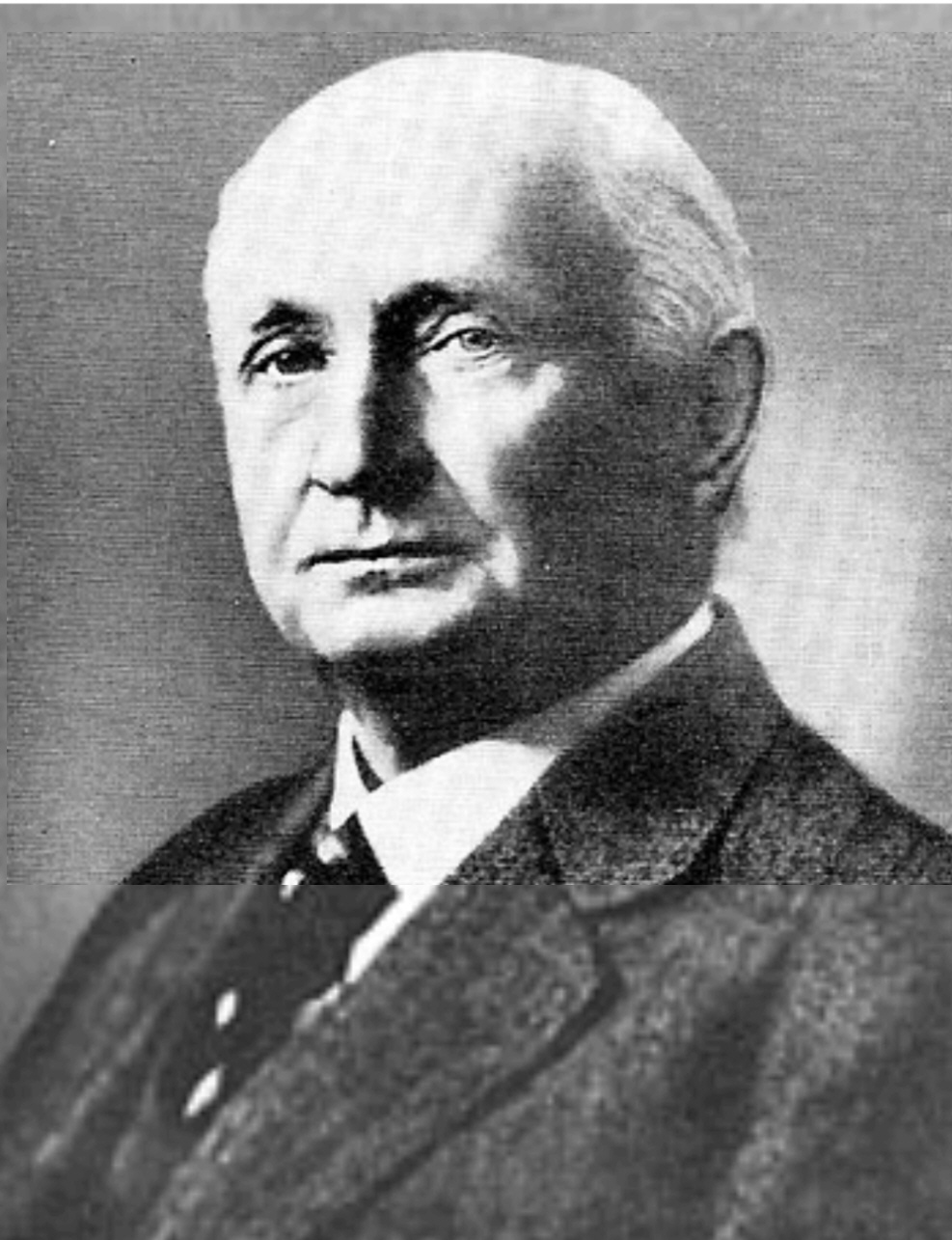
Max Winkelmann, etwa 1914

Carl Peter Max Winkelmann (* 4. Mai 1862 in Recklinghausen; † 15. Dezember 1935 in Hamburg) war ein deutscher Kaufmann. Er gründete die Firma Glasurit, einen Produzenten von Lacken und Farben.

## Leben

Werbeplakat der Max Winkelmann AG – „China-Lack Kristallweiß“

Als 19-Jähriger ging Winkelmann in die USA und sammelte in der damaligen Industrie Erfahrungen, die ihm später bei der Herstellung und Beurteilung von Anstrich- und Lackmaterialien halfen. Nach seiner Rückkehr leistete Max seinen Wehrdienst bei der Kaiserlichen Marine in Kiel ab.
1888 gründete Max Winkelmann in der Alten Gröningerstraße 23 in Hamburg ein Handelsgeschäft für „Lackfirnisse und Farben en gros“, hergestellt aus importiertem China-Lack und Pigmenten. Bis 1893 hatte er seine Lackfarbenfabrikation in die Banksstraße 113/115 verlagert und ließ sich sein Kristall-Weiss als Marke schützen. 
Dieses erste Produkt aus eigener Entwicklung wurde ein Erfolg. Zunächst kam es im Schiffsbau bei der Lackierung von Linienschiffen, später auch auf bei den Hamburger Straßenbahnen zum Einsatz.
1898 fasste Max Winkelmann den Entschluss, seine Produkte unter einem einheitlichen Schutzwort zu vertreiben. Die Marke Glasurit wurde eingetragen und ist heute noch einer der bekanntesten Markennamen für Lacke und Farben. Im Juli des Jahres 1903 kaufte Max Winkelmann in Münster-Hiltrup ein Baugelände zur Errichtung einer Lackfabrik. Die Entscheidung im Münsterland eine Lackfabrik zu erreichten basierte Max Winkelmann auf der Bahnanbindung sowie dem nahgelegenen Kanal. Noch heute ist der mittlerweile zur BASF Coatings gehörende Standort der größte Arbeitgeber der Region. Max Winkelmann starb am 15. Dezember 1935 im Alter von 73 Jahren.